# 洛克罗南
洛克罗南（法語：Locronan，法語發音：[lɔkʁɔnɑ̃]）是法国菲尼斯泰尔省的一个市镇，位于该省西南部，属于沙托兰区。

## 地理
洛克罗南（48°5'55"N, 4°12'26"W）面积8.08 平方千米，位于法国布列塔尼大區菲尼斯泰尔省，该省份为法国最西部的省份，位于布列塔尼半岛西部，北西南三面环大西洋，东临阿摩尔滨海省和莫尔比昂省。
与洛克罗南接壤的市镇（或旧市镇、城区）包括：普洛戈内克、普洛内韦波尔宰、凯梅内旺、凯尔拉兹。

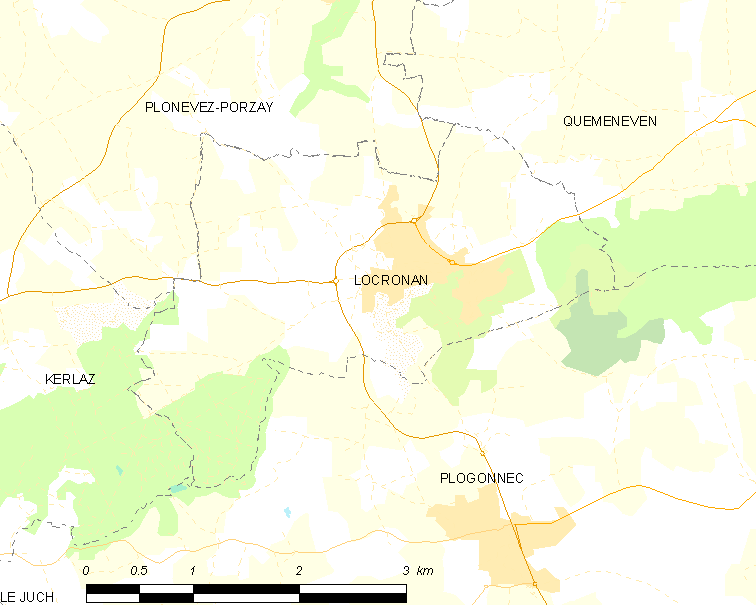
洛克罗南的OSM定位图

洛克罗南的时区为UTC+01:00、UTC+02:00（夏令时）。

## 行政
洛克罗南的邮政编码为29180，INSEE市镇编码为29134。

## 政治
洛克罗南所属的省级选区为坎佩尔第一县。

## 人口

1962-2008年间洛克罗南人口变化图示

洛克罗南于2022年1月1日时的人口数量为806人。